# サム・ハウザー
サム・ハウザー（Sam Houser, 1971年5月24日 - 現在）は、イギリス、ロンドン生まれのゲームクリエイター、声優、エンターテイナーである。世界的にも有名で全世界で3億7000万本以上を売り上げているグランド・セフト・オートシリーズを制作、発売をしており、弟のダン・ハウザーと一緒にアメリカのニューヨーク州ニューヨークに設立されたゲーム会社であるロックスター・ゲームスは多数の子会社を所持している国際的な大企業へとなった。

## 来歴
1971年ロンドンで、ウォルター・ハウザーと女優であったジェラルディン・モファットの間に生まれる。母校はロンドン大学である。 
女優であった母の影響で、少年時代からクライム映画にインスピレーションを受けていた。特に『ゲッタウェイ』は、彼にとって"銀行強盗"のイメージの源泉だった。ゲームでは『Mr. Do!』や『Elite』がお気に入りで、『Elite』では"宇宙強盗"として、少年時代から悪役側としてプレイすることができた
。
グランド・セフト・オートシリーズの1作品である『グランド・セフト・オートV』は、(日本を含む)世界中で1億本以上の出荷を突破し、大成功しているビデオゲームシリーズのゲームクリエイターになっているのにもかかわらず、代わりにロックスター・ブランド(子会社)に焦点を当て、メディアからの注目を避けている。
グランド・セフト・オートシリーズの成功後、彼の弟、ダンと設立したロックスター・ゲームスやその他のゲームシリーズの開発などにより世界的成功を果たした。
2007年にアメリカの市民権を取得。
2009年には、アメリカの雑誌Timeにおいて、サム・ハウザーが世界で影響力のある男性100人のランキングで35位に入った。

## ドキュメンタリードラマ
2005年に英国放送協会（BBC）が、グランド・セフト・オートシリーズにまつわる論争を描いたドラマ『The Gamechangers』を制作した。この作品では、サム役を『ハリー・ポッターシリーズ』のハリー役で知られるダニエル・ラドクリフが演じた。ビル・パクストンが元弁護士ジャック・トンプソンを演じた。トンプソンはRockstar Gamesの暴力的ゲームに批判的な人物(主にGTAシリーズ、レッド・デッドシリーズ、BULLYなど)であるため、このドラマへの出演については世界中から注目された。

## 訴訟問題
グランド・セフト・オートシリーズを制作しているロックスター・ゲームスの子会社であるロックスター・ノースの社長レスリー・ベンジーズが、2017年に長期に渡る休暇期間を過ぎると共に退社した。その後、「ロックスターから事実上強制退去させられ、元雇用主を1億500万ポンドで訴えた」と主張している。しかし、出版社は申し立てを却下し、対抗措置を開始した。。
彼はその後、ロックスター・ブランドとは別のゲーム開発スタジオを開設し、新たなゲームの開発をしている。

## 開発作品
- ボディハーベスト
- 宇宙ステーションシリコンバレー
- グランド・セフト・オート1
- グランド・セフト・オート・ロンドン1969
- グランド・セフト・オート2
- グランド・セフト・オートIII
- マックスペイン
- グランド・セフト・オート・バイスシティ
- マックスペイン2
- マンハント
- グランド・セフト・オート・サンアンドレアス
- レッド・デッド・リボルバー
- The Warriors
- グランド・セフト・オート・リバティーシティ・ストーリーズ
- グランド・セフト・オート：バイスシティ・ストーリー
- マンハント2
- グランド・セフト・オートIV
- グランド・セフト・オートIV・ザ・ロスト・アンド・ダムド
- グランド・セフト・オート・ザ・バラッド・オブ・ゲイ・トニー
- グランド・セフト・オートV
- レッド・デッド・リデンプション2

## ゲーム内声優としての作品
- 『グランド・セフト・オートIII』 - AmmuNation Clerk
- 『グランド・セフト・オート・サンアンドレアス』 -  ギャングスター
- 『グランド・セフト・オートIV』 -  リバティーシティ内の歩行人